# 限定承認
限定承認（げんていしょうにん）とは、民法上の概念、用語の一つであり、相続人が遺産を相続するときに相続財産を責任の限度として相続すること。相続財産をもって負債を弁済した後、余りが出ればそれを相続できる。負債を相続したくないときに使われるが、現在あまり利用されていないとも言われる。なお、相続人であることを本人が知った日より3か月以内に限定承認又は相続放棄のどちらかを選択しなかった相続人は（家庭裁判所に期間の伸長を申し出なければ）、単純承認とみなされる（民法915条1項、921条2号）。
- 民法は、以下で条数のみ記載する。

## 限定承認の方法
まず相続人が数人あるときは、共同相続人の全員が共同してのみこれをすることができるとされている（923条）。さらに、915条1項の期間内に、相続財産の目録を作成して家庭裁判所に提出し、限定承認する旨を申述しなければならない（924条）。

## 限定承認の手続
限定承認とは、相続人にいわば相続財産承継において有限責任（逆に言えば単純承認は無限責任である）という恩恵をもたらすものであるから、相続債権者との利害調整が必要であり、民法では926条から937条までに詳細な手続が規定されている。
- 相続人が家庭裁判所に限定承認の申述を行った後は、5日以内にすべての相続債権者および受遺者に対し、2か月以上の期間を定めて公告を行い（927条）、知れている債権者には個別に催告を行う。
- 公告期間満了後、相続債権者に、それぞれの債権額の割合に応じて弁済をする（929条）。
- その後、受遺者に弁済をする（931条）。
- 相続債権者・受遺者に弁済をするために相続財産を売却する必要があるときは、競売（民事執行法195条の規定により、担保権の実行としての競売の例による）による（932条本文）。
- ただし、相続財産の全部または一部について、家庭裁判所が選任した鑑定人の評価に従い価額を弁済することにより、競売を止めることができる（932条ただし書）。

これらは相続放棄の規定と比べて煩雑であり、かつ限定承認をした者にさまざまな義務と事務処理を強いる内容になっているので、限定承認が好まれない原因の一つとなっている。
一方で、相続財産のうちに、相続人がどうしても手に入れたい財産、たとえば自宅であるとか、事業のために必要な財産が含まれるとき、相続債権の弁済が相続人の固有財産に食い込むリスクをおかすことなく当該財産を手に入れることができる（上述の932条ただし書の手続を利用）というのは、限定承認の主な利点の一つである。

## 限定承認の効果
相続人自身の被相続人に対する権利につき、925条（混同の例外）。相続財産の管理義務として、926条（なお、限定承認前においても918条1項により管理義務を負っている）。その他、単純承認、相続放棄と共通する効果として919条（撤回の禁止）。

## 限定承認と税務
所得税法59条1号により、限定承認によって相続した資産については、相続の時に、相続時の価額に相当する金額により譲渡があったものとみなして、相続人が譲渡所得税を納めなければならない。
取得費が1000万円で、時価が4000万円の土地建物が相続財産に含まれているときを例にとって説明する。
相続人がこれを売却すれば3000万円の値上がり益に対して譲渡所得税を納めなければならないが、単純承認の場合は現実に売却等の処分をしなければ譲渡所得税を納める必要はない。これに対して、限定承認の場合は、現実に売却しなくても、売却した場合と同様に譲渡所得税を納める必要がある。これは、限定承認の欠点の一つである。
ただし、上述の譲渡所得税は、相続財産の限度で支払えばよい。また、（相続税の計算上は相続税評価額を用いるのに対し）上述の譲渡所得税の計算上は時価を用いることに注意する。